# Core War
Core War és un joc de programació informàtica en què dos programes informàtics (o més) lluiten pel control d'una màquina virtual anomenada MARS (Memory Array Redcode Simulator). Aquests programes són escrits en un llenguatge assemblador anomenat Redcode. L'objectiu del jocs és acabar amb totes les instàncies del (dels) programe(s) contraris, de cara a ser l'únic programa executant-se.